# No Spare Parts
«No Spare Parts» —en español: «Sin recambios»— es una canción de la banda británica The Rolling Stones, compuesta por Mick Jagger y Keith Richards, lanzada como bonus track en la reedición de 2011 de su álbum Some Girls de 1978.
Es una de las 12 canciones inéditas que aparece en este relanzamiento, y presenta nuevas grabaciones de voces por Mick Jagger. La canción alcanzó el #2 en el Billboard Hot Singles Sales.
Grabada originalmente entre enero y marzo de 1978. Re trabajada entre agosto y septiembre de 2011. Se realizó un lanzamiento exclusivo para difusión radial el 19 de octubre de 2011. Como sencillo se publicó el 13 de noviembre de 2011. Finalmente fue incluida en el relanzamiento de Some Girls el 21 de noviembre de 2011.
Un vídeo musical de la canción fue lanzada el 19 de diciembre de 2011 y fue dirigida por Mat Whitecross.

## Personal
Acreditados:
- Mick Jagger: voz, piano eléctrico, percusión.
- Ron Wood: guitarra pedal steel.
- Keith Richards: guitarra acústica, piano, coros.
- Bill Wyman: bajo.
- Charlie Watts: batería.